# علامة لوكوود
علامة لوكوود (بالإنجليزية: Lockwood's sign)‏ هي علامة طبية تُشير إلى داء كرون. تمت تسميتها نسبةً إلى عالم التشريح والجراح الإنجليزي تشارلز باريت لوكوود.